# Kaplica ewangelicka w Trzycieżu
Kaplica ewangelicka w Trzycieżu – ewangelicka kaplica cmentarna w Trzycieżu, w kraju morawsko-śląskim w Czechach, położona na miejscowym cmentarzu.

## Historia
Pierwsza kaplica została wybudowana na cmentarzu w Trzycieżu w 1860 roku. Posiadała wieżę, w której umieszczony został dzwon o wadze 117 kilogramów. W 1970 roku postanowiono o jej generalnym remoncie, jednak była w na tyle złym stanie, że zdecydowano się na jej rozebranie i budowę nowej. Kaplica została zaprojektowana przez architekta G. Nowaka w stylu szwajcarskim. Zamiast wieży posiada wysoki, betonowy pylon, na szczycie którego umieszczono dzwon. Kaplica została oddana do użytku 10 października 1972 roku. 
W 2010 roku kaplica przeszła remont. Odnowiono jej fasadę, pylon obłożono piaskowcem oraz zainstalowano nowy dzwon.
Początkowo administratorem budynku był Zbór Śląskiego Kościoła Ewangelickiego Augsburskiego Wyznania w Ligotce Kameralnej, obecnie jest on własnością gminy Trzycież.